# Vandalia (Michigan)
Vandalia é uma vila localizada no estado americano de Michigan, no Condado de Cass.

## Demografia
Segundo o censo americano de 2000, a sua população era de 429 habitantes.
Em 2006, foi estimada uma população de 409, um decréscimo de 20 (-4.7%).

## Geografia
De acordo com o United States Census Bureau tem uma área de
2,6 km², dos quais 2,6 km² cobertos por terra e 0,0 km² cobertos por água. Vandalia localiza-se a aproximadamente 266 m acima do nível do mar.

## Localidades na vizinhança
O diagrama seguinte representa as localidades num raio de 20 km ao redor de Vandalia.